# Parallels Virtuozzo Containers
Parallels Virtuozzo Containers es un producto de software propietario para virtualización de sistema operativo producido por SWsoft, inc. Una versión que soporta Linux ha estado disponible desde 2001; una versión que soporta Microsoft Windows llegó a estar disponible en 2005.

## Descripción
Virtuozzo crea múltiples entornos virtuales independientes (VEs, también conocidos como servidores privados virtuales, o VPSs) en un solo servidor físico. Esto permite compartir hardware, tiempo y esfuerzo en la administración de sistemas y a veces, hasta las licencias del software entre los múltiples entornos virtuales.
Los VPS actúan en la mayoría de los casos como si fueran un servidor individual. Cada VPS tiene su propio superusuario (raíz o administrador), sistema de usuarios/de grupos, dirección(es) IP, procesos, archivos, usos, bibliotecas de sistema y archivos de configuración. Los VPS son totalmente accesibles vía red. Debido a la creación de diferentes servidores de red virtualizados, un propietario de VPS puede tener sus propias tablas de enrutamiento y reglas de seguridad en el firewall (IPtables).
Virtuozzo puede crear decenas o centenares de VPS en un solo servidor debido a su forma de funcionamiento y realizar la virtualización a nivel sistema. Está disponible para Linux y Windows y soporta procesadores tanto de 32 bits como de 64 bits.

## Virtualización a nivel sistema de funcionamiento
Virtuozzo virtualiza a nivel del sistema operativo y no a nivel del hardware como otros productos virtuales (VM). Mientras que la primicia de VMs es virtualizar “un sistema completo de hardware,” VPS representa una abstracción “más ligera”. Todos los VPS funciona encima de un solo núcleo del sistema operativo. El mecanismo de VPS multiplexa este núcleo de un sistema operativo para crear virtualmente múltiples núcleos del mismo y asigna dinámicamente los recursos del servidor, especialmente desde la perspectiva de usos comunes, para usuarios y servicios de red. Virtuozzo se basa en OpenVZ, y sus conceptos son similares a otras propuestas que trabajan a nivel de virtualización en el sistema operativo, como los productos de Solaris, Linux-VServer y FreeBSD Jail.
Como se dijo antes, VPS virtualiza a nivel del sistema operativo y no de hardware, por lo que VPS impone gastos indirectos más bajos que VMs.

## Open source
Virtuozzo para Linux se basa en OpenVZ, que está disponible bajo la licencia pública general de GNU.

## Otras alternativas
- OpenVZ
- VMware, software propietario pero con versiones gratuitas.
- KVM
- Virtual PC
- VirtualBox de licencia GNU.
- Xen
- BOCHS de licencia GPL.
- QEMU de licencia GPL.
- Mac on Linux
- Basilisk II
- SheepShaver
- Hyper-V
- Proxmox Virtual Environment